# Fritz Junkermann
Fritz Adolf Oskar Albert Junkermann (19. Oktober 1883 in Stuttgart – 5. Oktober 1942 in Bernburg) war ein deutscher Theater- und Stummfilmschauspieler sowie Kabarettist und Vortragskünstler.

## Leben
Der Sohn des Schauspielerehepaares August Junkermann und Rosa Le Seur arbeitete zwischen 1906 und 1940 als Theater- und Filmschauspieler, als Kabarettist und Vortragskünstler. In den 1930er Jahren war die Schauspielerin Sigrid Salten mit ihm auf Tourneen im In- und Ausland.
Von 1923 bis zur Scheidung 1930 war er mit Louise Irmgard Alice Richter (1896–1982) verheiratet.

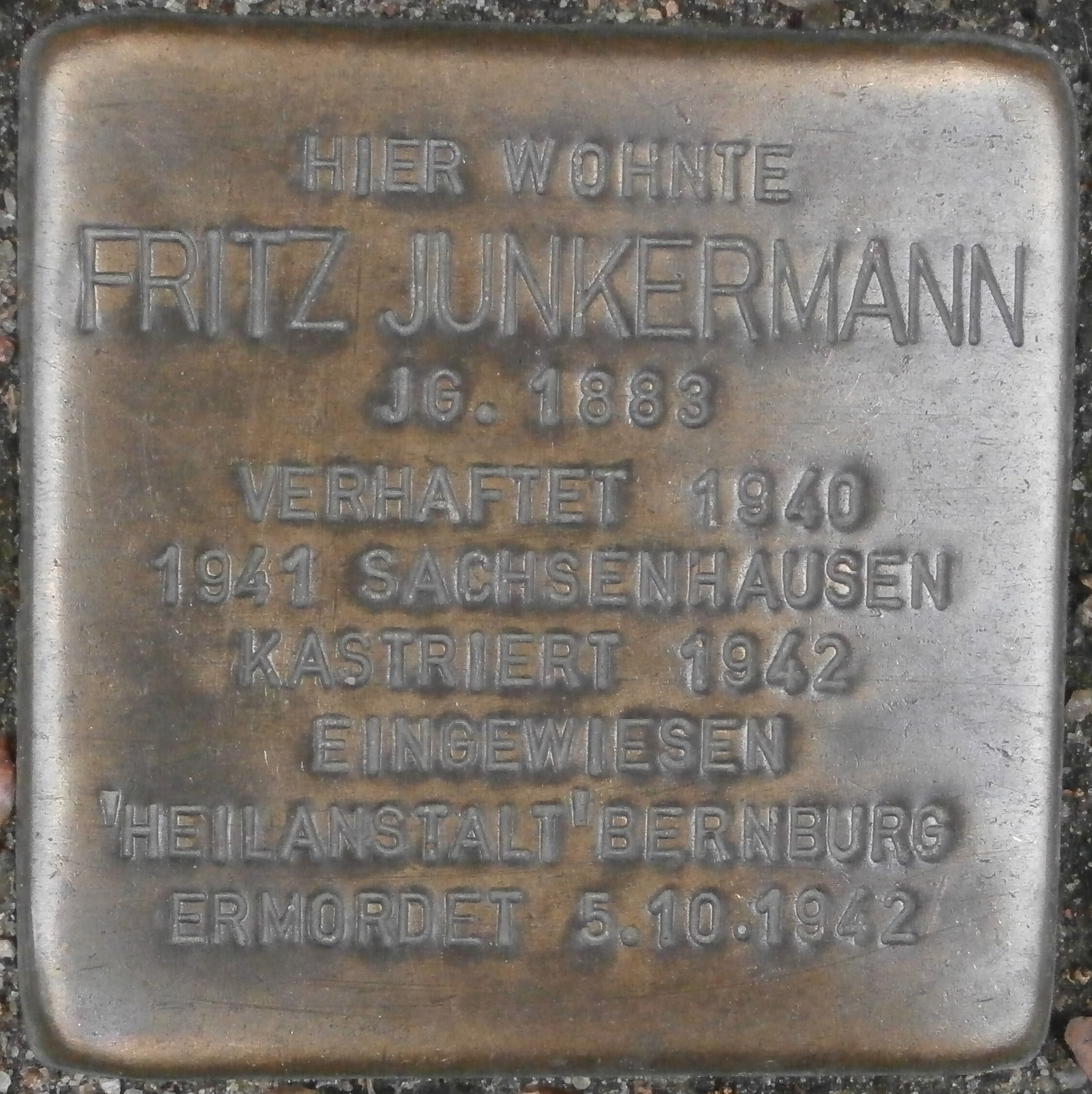
Stolperstein für Fritz Junkermann in Hamburg-Neustadt

Fritz Junkermanns letzte bekannte Adresse war die Amelungstraße 5 in Hamburg-Mitte, Neustadt. Dort wurde er 1940 auf Grund seiner mutmaßlichen Homosexualität verhaftet und ins KZ Sachsenhausen eingeliefert. Dort ließ er sich angeblich „freiwillig“ kastrieren, um seine Ermordung zu verhindern. Er wurde am 9. April 1942 operiert, dennoch deportierte man ihn Anfang August 1942 angeblich nach Dachau (Tarnname: „Kräutergarten“), in Wirklichkeit aber verschleppte man ihn in die Tötungsanstalt Bernburg, wo Junkermann am 5. Oktober 1942 vergast wurde. In der Sterbeurkunde ist sein Tod auf den 12. Oktober 1942 datiert.
Sein Bruder Hans Junkermann war ebenfalls Schauspieler.

## Filmografie
- 1912: Die Macht des Goldes
- 1915: Frau Annas Pilgerfahrt
- 1916: Im Banne des Schweigens
- 1919: Prinz Kuckuck
- 1919: Die das Leben bezwang
- 1919: Ich dient um Dich
- 1919: Wenn junge Herzen brechen
- 1919: Flimmersterne
- 1919: Echte Perlen
- 1919: Alfreds Techtelmechtel
- 1920: Katharina die Große
- 1921: Kean
- 1921: Pariserinnen
- 1921: Die Lou vom Montmartre
- 1925: Der Erste Stand: Der Großkapitalist – 1. Teil
- 1925: Der Erste Stand: Der Großkapitalist – 2. Teil